# Металопрокатний завод у Суеці (ECISP)
Металопрокатний завод у Суеці (ECISP) – підприємство чорної металургії Єгипту, споруджене компанією Egyptian Company for Iron and Steel Products (ECISP, також відома як Al Masriyah for Steel Products).
ECISP створили у 1994 році з метою будівництва металопрокатного заводу, майданчик для якого обрали на червономорському узбережжі країни у потужній індустріальній зоні Атака (південно-західні околиці Суецу). Завод має продуктивність у 250 (за іншими даними – 300) тисяч тон будівельної арматури на рік.
З 2007-го завод ECISP діяв у складі холдингу Red Sea Steel, який також володів сталеплавильним заводом у тій же індустріальній зоні та міг частково забезпечувати свої виробництва сортовою заготовкою. В подальшому навколо сталеплавильного заводу спорудили повноцінний металургійний комбінат, тоді як завод ECISP у 2016 році продали іншому інвестору. Новим власником ECISP став холдинг El Garhy Steel.